# Dawn of Chromatica
„Dawn of Chromatica“ (от английски: „Зората на Хроматика“) е третият ремикс албум на американската певица и автор на песни Лейди Гага, издаден на 3 септември 2021 г. чрез Streamline и Interscope. Съдържа ремикс версии на песните от шестия ѝ студиен албум – „Chromatica“ (2020), направени от редица артисти, сред които Чарли Екс Си Екс, Рина Саваяма и Пабло Витар.

## Предистория и записване
На 2 март 2020 г. Лейди Гага обявява, че шестият ѝ студиен албум, озаглавен „Chromatica“, ще бъде издаден на 10 април. Впоследствие датата е сменена поради пандемията от коронавирус и проектът е представен на 29 май 2020 г.
На 4 април 2021 г. продуцентът BloodPop загатва, че е възможно да бъде издадена ремикс компилация на албума и пита своите последователи в социалната мрежа Twitter кои артисти евентуално биха искали да чуят в подобен проект. В последващи публикации става ясно, че част от компилацията вече са Рина Саваяма и Чарли Екс Си Екс, която ще работи по ремикса на „911“. BloodPop споделя и че място в албума ще намери ранна версия на песента „Babylon“, която звучи в първата реклама на козметичната марка на Гага – Haus Laboratories. На 8 май е обявено, че американският изпълнител Дориан Електра също има участие в проекта. На червения килим на Британските музикални награди през 2021 г. Саваяма дава жокер на феновете, че ѝ е било трудно да запише песента, в която се появява, заради брекетите, които носи, което поражда теорията, че тя е част от ремикса на „Free Woman“.
В следващите няколко месеца всички артисти, включени в проекта, потвърждават, че работят по ремикс от проекта в социалните си мрежи, като някои споделят и кратки части от своите версии.
През юли 2021 г. канадската певица и продуцент Граймс разкрива, че е пресъздала трите музикални интервала от оригиналния албум за ремикс компилацията. Тя споделя, че първоначално не е успяла да предаде своите версии на време преди крайния срок, но впоследствие проектът е забавен и тя е успяла да ги завърши. Въпреки това, след официалното обявяване на албума на 30 август 2021 г. става ясно, че интерпретациите на Граймс не са включени в компилацията. Други потенциални кандидати за проекта, които не намират място в завършения му вид, са колаборации между Лейди Гага и шотландския продуцент Софи, по които двете работят с намеренията да бъдат включени в „Chromatica“ (2020).

## Издаване
След месеци на спекулиране, компилацията „Dawn of Chromatica“ е обявена на 30 август 2021 г. и представена на 3 септември чрез платформите за стрийминг и дигитално сваляне. Издаването на албума на компактдиск и грамофонна плоча е планирано съответно за 19 ноември 2021 г. и 25 март 2022 г.

## Списък с песните

### Оригинален траклист
1. „Alice“ (Lsdxoxo remix) – 2:40
2. „Stupid Love“ (Coucou Chloe remix) – 2:36
3. „Rain on Me“ (Арка remix; с Ариана Гранде) – 4:23
4. „Free Woman“ (Rina Sawayama and Clarence Clarity remix) – 3:53
5. „Fun Tonight“ (Пабло Витар remix) – 2:20
6. „911“ (Чарли Екс Си Екс и A. G. Cook remix) – 4:13
7. „Plastic Doll“ (Ashnikko remix) – 2:29
8. „Sour Candy“ (Shygirl и Mura Masa remix; с Блекпинк) – 3:45
9. „Enigma“ (Doss remix)	– 4:29
10. „Replay“ (Dorian Electra remix) – 3:49
11. „Sine from Above“ (Chester Lockhart, Mood Killer и Lil Texas remix; с Елтън Джон) – 4:10
12. „1000 Doves“ (Planningtorock remix) – 5:05
13. „Babylon“ (Bree Runway и Jimmy Edgar remix) – 2:48

### Дигитално издание
1. „Babylon“ (Haus Labs версия) – 3:01